# Hrandt Avakian
Hrandt Avakian (n. 29 martie 1900, Alep, Imperiul Otoman – d. 1990) a fost un pictor armean și colecționar de artă din România.

## Biografie[4]
La începutul primului război mondial, familia Avakian (mama, trei fete și doi băieți), ca multe alte familii care au scăpat de pogromul din 1915, a părăsit țara de baștină și s-a refugiat în România, stabilindu-se pentru început în Dobrogea, la Balcic. Aici, văzându-i vrednicia și entuziasmul, Jean Alexandru Steriadi i-a propus lui Avakian să vină la București, oferindu-i adăpost la Muzeul Kalinderu, al cărui director era, și l-a angajat ca paznic al muzeului.
Hrandt Avakian a avut la bază studii libere de pictură executate pe lângă maeștrii ai artei plastice românești precum Jean Alexandru Steriadi și Alexandru Satmari.
Hrandt Avakian expus în multe expoziții de pictură din București (1928,1943, 1957, 1963, 1967 și 1975) și din Erevan (Armenia) (1960 și 1962)
De asemenea, a participat și la „Salonul de Desen și Gravură“ de la București, din 1930, precum și la „Salonul Oficial“ din 1934.
Tot în 1934, Hrandt Avakian și Ștefan Constantinescu deschid la București o expoziție cu picturi înfățișând Balcicul.
Lucrările sale se găsesc expuse în muzee din România, ca „Muzeul Zambaccian“ din București, „Muzeul Național de Artă“ din Cluj și „Muzeul de Artă“ din Constanța, dar și în colecții din străinătate (Franța, Bulgaria, Germania, Liban, Rusia și SUA).
După al doilea război mondial, Hrandt și sora sa Beatrice au început să colecționeze sistematic obiecte de artă, pe care le-au donat statului român în 1971. Începand cu 1974, această colecție a devenit accesibilă publicului, în clădirea din Str. Arhitect Ion Mincu nr. 19. Colecția fraților Beatrice și Hrandt Avakian, alcătuită din obiecte de artă orientală, picturi pe mătase și figurine din fildeș provenite din Japonia, statuete din India, Tibet, țările arabe, piese de orfevrerie lucrate de meșteri din Sibiu, din Anglia sau Franța, dar și o serie de tablouri ale unor artiști ca Grigorescu, Pallady, Steriadi sau Petrașcu, a rămas în această locație până în 1978, când a fost transferată la Muzeul Colecțiilor de Artă.